# Вулиця Шолом-Алейхема (Полтава)

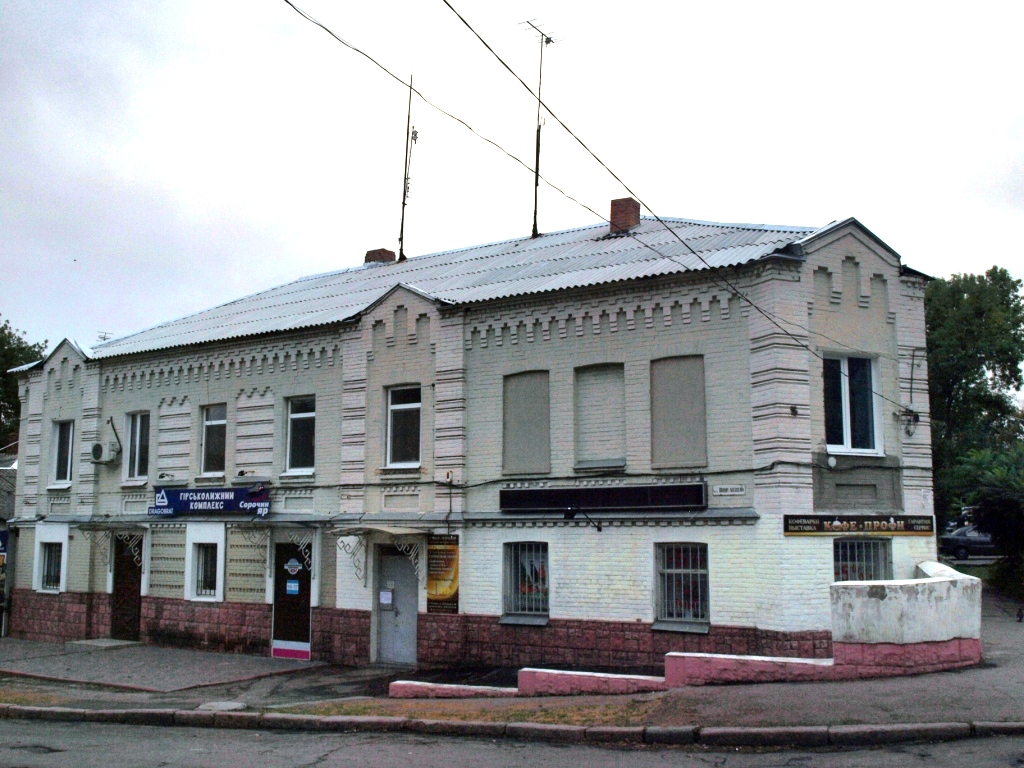
Будинок на розі вулиць Шолом-Алейхема і Пилипа Орлика

Ву́лиця Шоло́м-Але́йхема — одна із вулиць Полтави, знаходиться у Шевченківському районі. Пролягає від вулиці Пилипа Орлика до вулиці Підмонастирської. Первісна назва — вулиця Новопрокладена. Сучасна назва на честь єврейського письменника Шолом-Алейхема (1859–1916). На вулиці Шолом-Алейхема у будинку єврейського товариства розміщалося Полтавське єврейське училище Талмуд-Тора. До вулиці Шолом-Алейхема прилучаються: вулиця Володимира Козака—Подільський узвіз і Бистрівський—вулиця Капельгородського.